# Aldea de Las Hoyas
Aldea de Las Hoyas es una localidad del municipio de Molinicos (Albacete), en las inmediaciones del parque natural de los Calares del Río Mundo y de la Sima, dentro de la comarca de la Sierra del Segura, y de la Comunidad Autónoma de Castilla-La Mancha. Se sitúa a 1050 msnm, y a 4,5 km de la cabecera del municipio a través de la carretera provincial AB-9 (CM-412) – Molinicos - Los Collados).
Las Hoyas se sitúan bajo el Cerro de San Cristóbal (1292 m), y es atravesada por la carretera provincial AB-9 (Molinicos - Los Collados).
La localidad se encuentra en una zona en donde las pendientes no son muy acusadas, y cuya orientación bascula hacia desde el noroeste al sudeste. El bosque de pinos, muy abundante en esta zona, se funde con las tierras de cultivo que se extienden hacia un valle llano que forma una especie de caldera con una única salida al fondo del mismo.

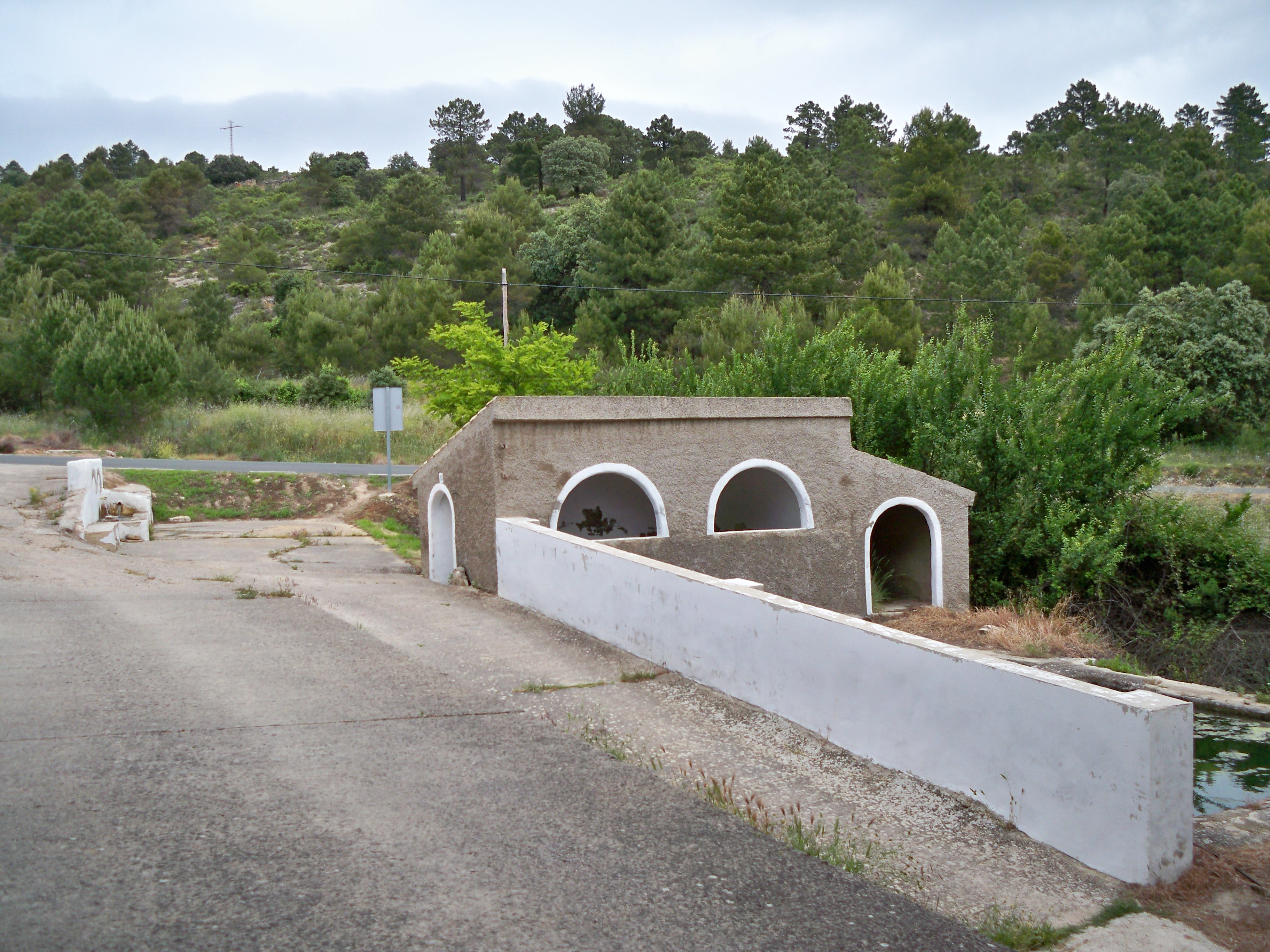
Fuente y lavadero de la aldea de Las Hoyas.

La población cuenta con una calle principal, que sigue el trazado de las curvas de nivel del terreno, y a ambos lados de la misma se sitúan pequeñas manzanas, y numerosos callejones que dan lugar a una clara distribución de las viviendas en forma de peine.
En cuanto a dotaciones, en 1934 se construyó en las cercanías de la localidad una fuente, que fue completada en 1956 con un amplio lavadero para atender a la población.